# Fulfillingness' First Finale
Fulfillingness' First Finale è un album di Stevie Wonder, pubblicato dalla Motown nel 1974 che raggiunge la prima posizione nella Billboard 200 per due settimane e la quinta posizione nel Regno Unito anche grazie ai singoli You Haven't Done Nothin' e Boogie on Reggae Woman (terza posizione nella Billboard Hot 100).

## Tracce
Tranne dove diversamente indicato i brani sono stati composti da Stevie Wonder.
1. Smile Please – 3:28
2. Heaven Is 10 Zillion Light Years Away – 5:02
3. Too Shy to Say – 3:29
4. Boogie on Reggae Woman – 4:56
5. Creepin' – 4:22
6. You Haven't Done Nothin' – 3:22
7. It Ain't No Use – 4:01
8. They Won't Go When I Go (Wonder, Yvonne Wright) – 5:58
9. Bird of Beauty – 3:48
10. Please Don't Go – 4:07